# Montrichard Val de Cher
Montrichard Val de Cher est une commune nouvelle, située dans le département de Loir-et-Cher en région Centre-Val de Loire, créée le 1er janvier 2016.
Elle est issue du regroupement de deux communes : Montrichard et Bourré, qui sont devenues « communes déléguées ».
Son chef-lieu est fixé à Montrichard.

## Géographie

### Localisation et communes limitrophes
La commune de Montrichard Val de Cher se trouve au sud-ouest du département de Loir-et-Cher, dans la petite région agricole des Plateaux bocagers de la Touraine méridionale,. À vol d'oiseau, elle se situe à 29,2 km  de Blois, préfecture du département, à 42,3 km de Romorantin-Lanthenay, sous-préfecture. La commune fait en outre partie du bassin de vie de Montrichard.
Les communes les plus proches sont : Faverolles-sur-Cher (2,5 km) , Bourré (3,2 km) , Saint-Julien-de-Chédon (3,9 km) , Chissay-en-Touraine (3,9 km) , Angé (4,6 km) , Saint-Georges-sur-Cher (5 km) , Chisseaux (6,8 km) (37), Pontlevoy (7,3 km)  et Monthou-sur-Cher (8,2 km).
| Vallières-les-Grandes       |                                | Pontlevoy        |
| Chissay-en-Touraine         | Montrichard Val de Cher        | Monthou-sur-Cher |
| Le Cher Faverolles-sur-Cher | Le Cher Saint-Julien-de-Chédon | Le Cher Angé     |

### Paysages et relief
Dans le cadre de la Convention européenne du paysage, adoptée le 20 octobre 2000 et entrée en vigueur en France le 1er juillet 2006, un atlas des paysages de Loir-et-Cher a été élaboré en 2010 par le CAUE de Loir-et-Cher, en collaboration avec la DIREN Centre (devenue DREAL en 2011), partenaire financier. Les paysages du département s'organisent ainsi en huit grands ensembles et 25 unités de paysage,. La commune fait partie de l'unité de paysage du « plateau de Pontlevoy », au sein de l'ensemble de paysage « les confins de la Touraine ».
Le plateau de Pontlevoy est constitué d'une mosaïque de sols : le calcaire de Beauce en profondeur est recouvert de sables éoliens et de faluns, mais aussi partiellement nappé d'argiles à silex. Ces sols, s'ils sont moins variés que ceux de la Sologne viticole, prolongent et confirment les changements radicaux de paysages entre l'est et l'ouest du territoire départemental: les vignes s'étiolent pour faire place à la grande culture et les forêts, bien délimitées, constituent désormais des massifs boisés isolés les uns des autres sans que le relais soit pris par des bosquets épars.
L'altitude du territoire communal varie de 58 mètres à 134 mètres,.

### Hydrographie

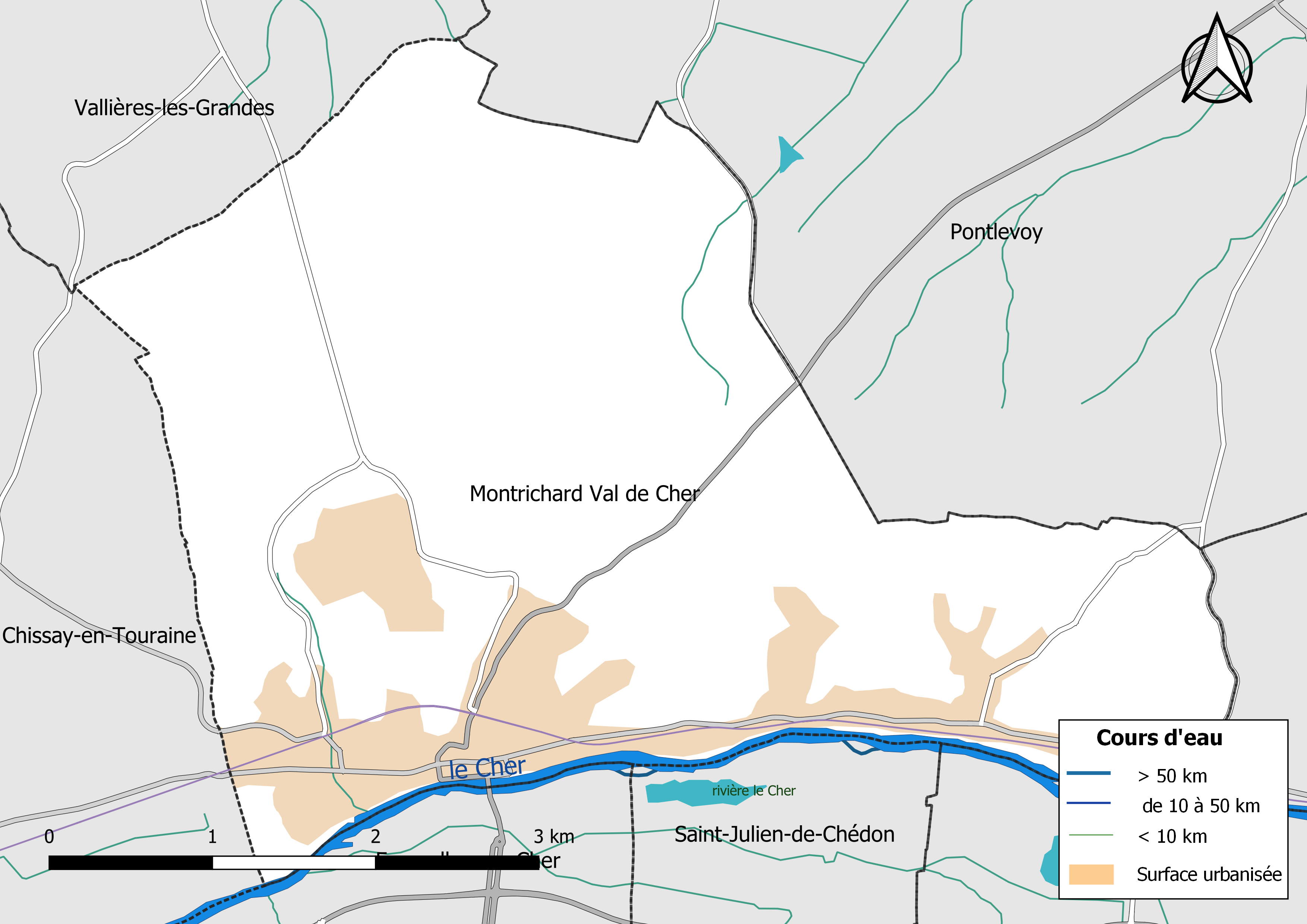
Réseau hydrographique de Montrichard Val de Cher.

La commune est drainée par le Cher et par divers petits cours d'eau, constituant un réseau hydrographique de 4,72 km de longueur totale pour l'ancienne commune de Montrichard.
Le Cher, d'une longueur totale de 365,5 km, prend sa source dans la commune de Mérinchal (Creuse) et se jette  dans la Loire à Cinq-Mars-la-Pile (Indre-et-Loire), après avoir traversé 117 communes. 
Sur le plan piscicole, ce cours d'eau est classé en deuxième catégorie, où le peuplement piscicole dominant est constitué de poissons blancs (cyprinidés) et de carnassiers (brochet, sandre et perche).

### Climat
Pour des articles plus généraux, voir Climat du Centre-Val de Loire et Climat de Loir-et-Cher.
En 2010, le climat de la commune est de type climat océanique dégradé des plaines du Centre et du Nord, selon une étude du CNRS s'appuyant sur une série de données couvrant la période 1971-2000. En 2020, Météo-France publie une typologie des climats de la France métropolitaine dans laquelle la commune est exposée à un climat océanique altéré et est dans la région climatique Moyenne vallée de la Loire, caractérisée par une bonne insolation (1 850 h/an) et un été peu pluvieux.
Pour la période 1971-2000, la température annuelle moyenne est de 11,4 °C, avec une amplitude thermique annuelle de 15,1 °C. Le cumul annuel moyen de précipitations est de 697 mm, avec 10,7 jours de précipitations en janvier et 6,8 jours en juillet. Pour la période 1991-2020, la température moyenne annuelle observée sur la station météorologique de Météo-France la plus proche, « Amboise - Lycée », sur la commune d'Amboise à 17 km à vol d'oiseau, est de 12,2 °C et le cumul annuel moyen de précipitations est de 711,0 mm,. Pour l'avenir, les paramètres climatiques de la commune estimés pour 2050 selon différents scénarios d'émission de gaz à effet de serre sont consultables sur un site dédié publié par Météo-France en novembre 2022.

### Milieux naturels et biodiversité
Aucun espace naturel présentant un intérêt patrimonial n'est recensé sur la commune dans l'inventaire national du patrimoine naturel,,.

## Urbanisme

### Typologie
Au 1er janvier 2024, Montrichard Val de Cher est catégorisée bourg rural, selon la nouvelle grille communale de densité à sept niveaux définie par l'Insee en 2022.
Elle appartient à l'unité urbaine de Montrichard Val de Cher, une agglomération intra-départementale regroupant cinq  communes, dont elle est ville-centre,,. Par ailleurs la commune fait partie de l'aire d'attraction de Montrichard Val de Cher, dont elle est la commune-centre,. Cette aire, qui regroupe 7 communes, est catégorisée dans les aires de moins de 50 000 habitants,.

### Occupation des sols
L'occupation des sols est marquée par l'importance des espaces agricoles et naturels. La répartition détaillée ressortant de la base de données européenne d'occupation biophysique des sols Corine Land Cover millésimée 2012 pour l'ancienne commune de Montrichard est la suivante : 
terres arables (0,5 %), 
zones agricoles hétérogènes (15,4 %), 
prairies (0,9 %), 
forêts (64,4 %), 
milieux à végétation arbustive ou herbacée (1,8 %), 
zones urbanisées (12,6 %), 
zones industrielles et commerciales et réseaux de communication (3,4 %), 

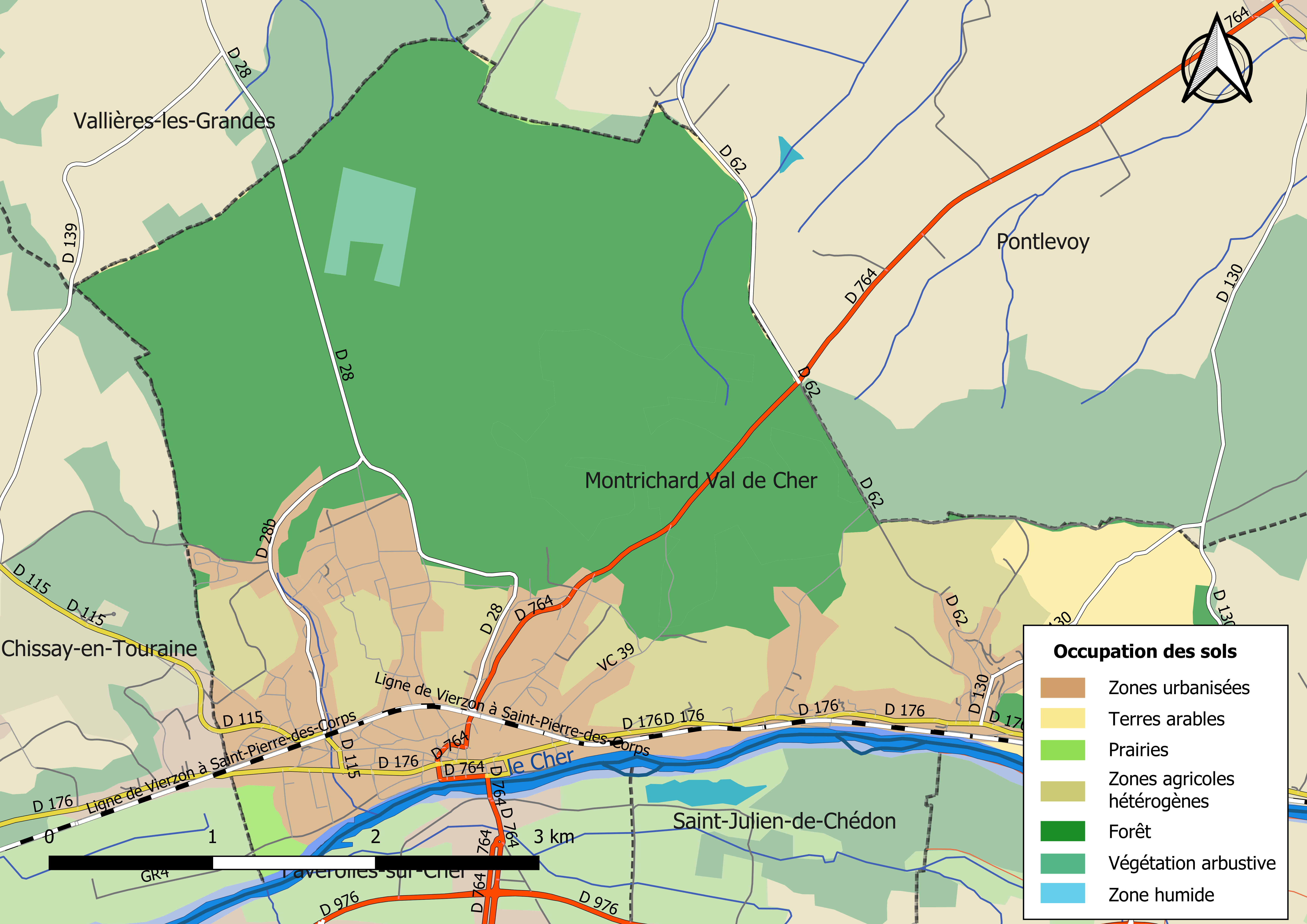
Carte des infrastructures et de l'occupation des sols de la commune en 2018 (CLC).

eaux continentales (1,3 %).

### Planification
En matière de planification, la commune disposait en 2017 d'un plan local d'urbanisme en révision. Par ailleurs, à la suite de la loi ALUR (loi pour l'accès au logement et un urbanisme rénové) de mars 2014, un plan local d'urbanisme intercommunal couvrant le territoire de la Communauté de communes Val-de-Cher-Controis a été prescrit le 9 février 2015.

### Habitat et logement
Le tableau ci-dessous présente la typologie des logements à Montrichard Val de Cher en 2016 en comparaison avec celle du Loir-et-Cher et de la France entière. Une caractéristique marquante du parc de logements est ainsi la faible proportion des résidences secondaires et logements occasionnels (4,9 %) par rapport au département (18 %) et à la France entière (9,6 %). Concernant le statut d'occupation de ces logements, 85,4 % des habitants de la commune sont propriétaires de leur logement (86,6 % en 2011), contre 68,1 % pour le Loir-et-Cher et 57,6 pour la France entière.
|                                                         | Montrichard Val de Cher | Loir-et-Cher | France entière |
| ------------------------------------------------------- | ----------------------- | ------------ | -------------- |
| Résidences principales (en %)                           | 90,9                    | 74,5         | 82,3           |
| Résidences secondaires et logements occasionnels (en %) | 4,9                     | 18           | 9,6            |
| Logements vacants (en %)                                | 4,3                     | 7,5          | 8,1            |

### Risques majeurs
Le territoire communal de Montrichard Val de Cher est vulnérable à différents aléas naturels : inondations (par débordement du Cher ou par ruissellement), climatiques (hiver exceptionnel ou canicule), feux de forêts, mouvements de terrains ou sismique (sismicité très faible). 
Il est également exposé à un risque technologique :  le transport de matières dangereuses,.

#### Risques naturels

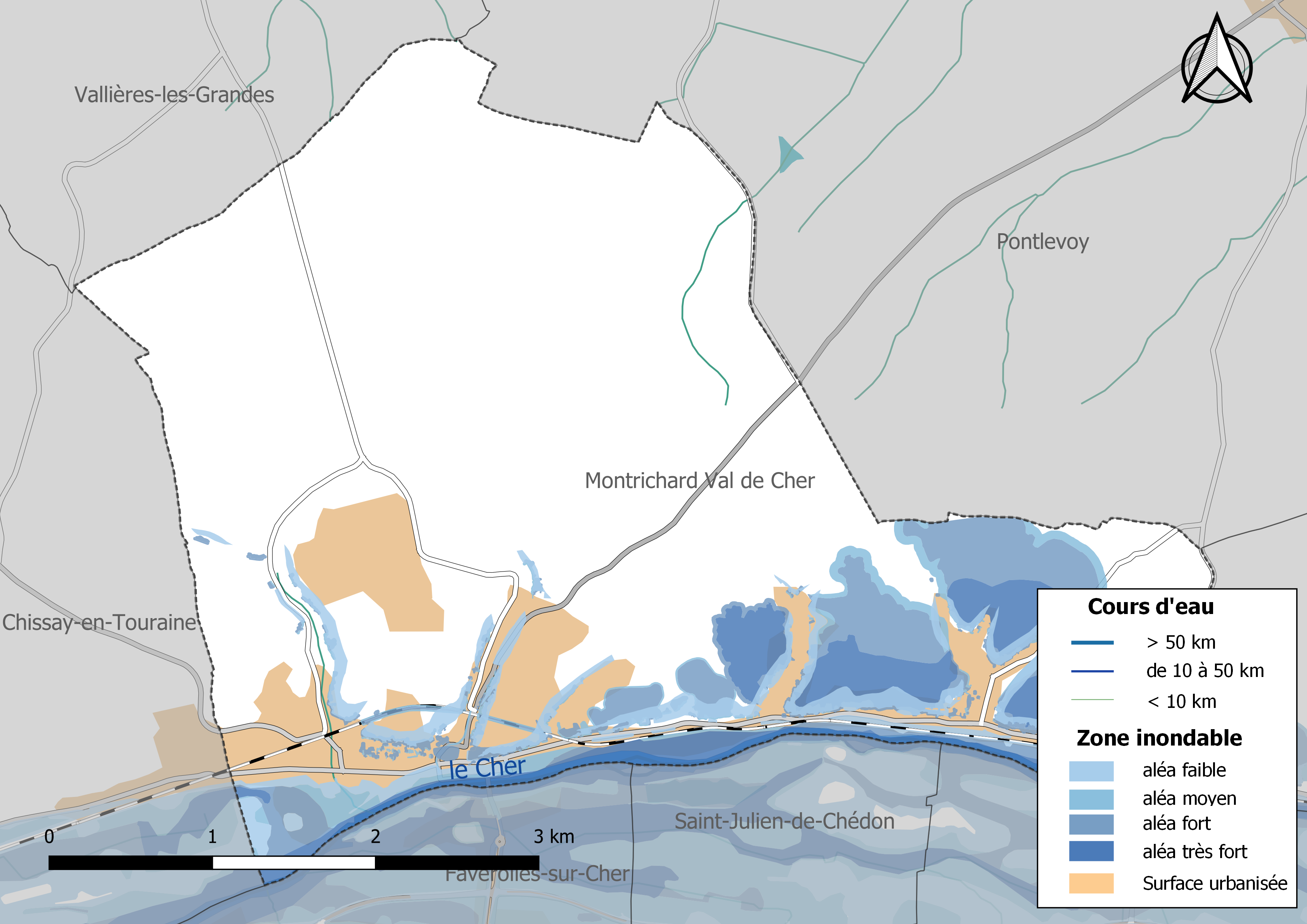
Zones inondables de la commune de Montrichard Val de Cher.

Les mouvements de terrains susceptibles de se produire sur la commune sont soit liés au retrait-gonflement des argiles, soit des chutes de blocs, soit des glissements de terrains, soit des effondrements liés à des cavités souterraines. Le phénomène de retrait-gonflement des argiles est la conséquence d'un changement d'humidité des sols argileux. Les argiles sont capables de fixer l'eau disponible mais aussi de la perdre en se rétractant en cas de sécheresse. Ce phénomène peut provoquer des dégâts très importants sur les constructions (fissures, déformations des ouvertures) pouvant rendre inhabitables certains locaux. La carte de zonage de cet aléa peut être consultée sur le site de l'observatoire national des risques naturels Georisques. Une autre carte permet de prendre connaissance des cavités souterraines localisées sur la commune.
Les crues du Cher sont moins importantes que celles de la Loire, mais elles peuvent provoquer des dégâts importants. Les crues historiques sont celles de 1856 (5 m à l'échelle de Noyers-sur-Cher), 1940 (4,03 m) et 1977 (3,58 m). Le débit maximal historique est de 1 560 m3/s et caractérise une crue de retour supérieur à cent ans pour Montrichard Val de Cher. Le risque d'inondation est pris en compte dans l'aménagement du territoire de la commune par le biais du Plan de prévention du risque inondation (PPRI) du Cher.

#### Risques technologiques
Le risque de transport de marchandises dangereuses sur la commune est lié à sa traversée par des infrastructures routières et ferroviaires importantes et la présence d'une canalisation de transport de gaz. Un accident se produisant sur de telles infrastructures est en effet susceptible d'avoir des effets graves au bâti ou aux personnes jusqu'à 350 m, selon la nature du matériau transporté. Des dispositions d'urbanisme peuvent être préconisées en conséquence.

## Toponymie
La première partie du nom de la commune nouvelle rappelle son chef-lieu et bourg historique : Montrichard (env. 3 300 hab). La seconde partie fait référence à la rivière arrosant les deux communes déléguées, le Cher, et à son val.
Bien que rendue officielle, l'orthographe « Montrichard Val de Cher » ne respecte pas les règles telles qu'établies par la Commission nationale de toponymie, qui recommandent un changement vers « Montrichard-Val-de-Cher ».

## Histoire

### Avant 2016
La commune nouvelle de Montrichard Val de Cher est la fusion des communes aujourd'hui déléguées de :
- Montrichard, ancien fief de la maison d'Amboise, longtemps vassale du comte d'Anjou, rattaché au Loir-et-Cher en 1790,
- Bourré, célèbre pour ses anciennes carrières de tuffeau, aujourd'hui transformées en maisons troglodytiques.

#### Événements communs aux deux communes déléguées
- Pendant la Seconde guerre mondiale, les deux communes ont été occupées par l'Allemagne Nazie, et se trouvaient à la frontière avec la zone dite « libre », le Cher constituant une partie de la ligne de démarcation.

## Politique et administration

### Conseil municipal
Jusqu'aux prochaines élections municipales de 2020, le conseil municipal de la nouvelle commune est constitué de l'ensemble des conseillers municipaux des anciennes communes. Un nouveau maire est élu début 2016. Les maires actuels des communes deviennent maires délégués de chacune des anciennes communes.
| Nom                 | Code Insee | Intercommunalité      | Superficie (km2) | Population (dernière pop. légale) | Densité (hab./km2) |
| ------------------- | ---------- | --------------------- | ---------------- | --------------------------------- | ------------------ |
| Montrichard (siège) | 41151      | CC du Cher à la Loire | 14,36            | 3 319 (2013)                      | 231                |
| Bourré              | 41023      | CC du Cher à la Loire | 4,84             | 676 (2013)                        | 140                |

### Liste des maires
| Période                           | Période      | Identité            | Étiquette | Qualité                |
| --------------------------------- | ------------ | ------------------- | --------- | ---------------------- |
| 8 janvier 2016 (élection annulée) | octobre 2017 | Jean-Marie Janssens | UDI       | Sénateur (depuis 2017) |
| 25 octobre 2017                   | En cours     | Damien Hénault      | LR        |                        |

## Équipements et services

### Eau et assainissement
L'organisation de la distribution de l'eau potable, de la collecte et du traitement des eaux usées et pluviales relève des communes. La compétence eau et assainissement des communes est un service public industriel et commercial (SPIC).

#### Alimentation en eau potable
Le service d'eau potable comporte trois grandes étapes : le captage, la potabilisation et la distribution d'une eau potable conforme aux normes de qualité fixées pour protéger la santé humaine. En 2019, la commune est membre du syndicat intercommunal d'adduction d'eau potable de Montrichard qui assure le service en régie.

#### Assainissement des eaux usées
En 2019, la gestion du service d'assainissement collectif de la commune de Montrichard Val de Cher est assurée par le syndicat Intercommunal d'Assainissement de l'Agglomération de Montrichard qui a le statut de régie à autonomie financière.
Une station de traitement des eaux usées est en service au 1er janvier 2019 sur le territoire communal : 
« Chissay », un équipement utilisant la technique des boues activées à moyenne charge, avec prétraitement, dont la capacité est de 11 000 EH.

### Sécurité, justice et secours
La sécurité de la commune est assurée par la brigade de gendarmerie de Montrichard-Val-de-Cher qui dépend du groupement de gendarmerie départementale de Loir-et-Cher installé à Blois.
En matière de justice, Montrichard Val de Cher relève du conseil de prud'hommes de Blois, de la Cour d'appel d'Orléans (juridiction de Blois), de la Cour d'assises de Loir-et-Cher, du tribunal administratif de Blois, du tribunal de commerce de Blois et du tribunal judiciaire de Blois.

## Population et société

### Démographie
L'évolution du nombre d'habitants est connue à travers les recensements de la population effectués dans la commune depuis sa création.

En 2022, la commune comptait 3 641 habitants, en évolution de −4,59 % par rapport à 2016 (Loir-et-Cher : −1,15 %, France hors Mayotte : +2,11 %).
| 2014  | 2015  | 2020  | 2022  |
| ----- | ----- | ----- | ----- |
| 3 913 | 3 837 | 3 675 | 3 641 |

## Économie

### Secteurs d'activité
Le tableau ci-dessous détaille le nombre d'entreprises implantées à Montrichard Val de Cher selon leur secteur d'activité et le nombre de leurs salariés :
|                                                              | total | % com (% dep) | 0 salarié | 1 à 9 salarié(s) | 10 à 19 salariés | 20 à 49 salariés | 50 salariés ou plus |
| ------------------------------------------------------------ | ----- | ------------- | --------- | ---------------- | ---------------- | ---------------- | ------------------- |
| Ensemble                                                     | 17,7  | 13,1 (100)    |           |                  |                  |                  |                     |
| Agriculture, sylviculture et pêche                           | 16,8  | 13,6 (11,8)   |           |                  |                  |                  |                     |
| Industrie                                                    | 48,0  | 51,0 (6,5)    |           |                  |                  |                  |                     |
| Construction                                                 |       | (10,3)        |           |                  |                  |                  |                     |
| Commerce, transports, services divers                        |       | (57,9)        |           |                  |                  |                  |                     |
| dont commerce et réparation automobile                       |       | (17,5)        |           |                  |                  |                  |                     |
| Administration publique, enseignement, santé, action sociale |       | (13,5)        |           |                  |                  |                  |                     |
| Champ : ensemble des activités.                              |       |               |           |                  |                  |                  |                     |

Le secteur agricole est important puisqu'il représente 13,6 % du nombre d'entreprises de la commune (16,8 sur 17,7), contre 11,8 % au niveau départemental. 
Sur les 17,7 entreprises implantées à Montrichard Val de Cher en 2016, 0 ne font appel à aucun salarié et 0 comptent 1 à 9 salariés.
Au 1er juillet 2017, la commune est classée en zone de revitalisation rurale (ZRR), un dispositif visant à aider le développement des territoires ruraux principalement à travers des mesures fiscales et sociales. Des mesures spécifiques en faveur du développement économique s'y appliquent également.
Il convient de se reporter aux articles consacrés aux anciennes communes fusionnées.

## Culture locale et patrimoine

### Lieux et monuments
Il convient de se reporter aux articles consacrés aux anciennes communes fusionnées.

#### Personnalités liées à la commune
Il convient de se reporter aux articles consacrés aux anciennes communes fusionnées.